# 키스쌀쥐
키스쌀쥐(Nephelomys keaysi)는 비단털쥐과 톰스쌀쥐속에 속하는 설치류이다. 페루 남동부 지역부터 볼리비아 북부까지 해발 고도 1000~2600m 높이의 융가스 습윤 숲의 안데스산맥 동부 경사면에 분포한다. 개체군이 심각한 위협에 처해 있지 않고 "관심대상종"으로 분류되고 있지만, 서식지 파괴 때문에 일부 개체군은 위협에 직면에 할 수도 있다.

## 분류학
키스(H. H. Keays)가 1899년과 1900년에 페루 훌리아카의 해발 고도 6,000m 지역에서 수집한 표본을 기초로 하여 알렌(Joel Asaph Allen)이 1900년에 2종의 설치류를 기술했다. 표본 한 점은 키스(Keays)의 이름을 따서 키스쌀쥐(Oryzomys keaysi)로 명명하고 나머지는 Oryzomys obtusirostris로 학명을 지었다. 전자는 근연종이 없고 후자는 긴꼬리피그미쌀쥐(O. longicaudatus)와 가까운 것으로 간주했다. 토마스(Oldfield Thomas)가 페루에서 수집한 일부 표본을 보고하면서 후자 배정에 동의했지만, 키스쌀쥐(O. keaysi)를 톰스쌀쥐(O. albigularis) 주변 그룹의 일부로 간주하고 아마도 같은 종으로 분류해야 할 수도 있다고 제안했다.
표본 O. obtusirostris을 재검사한 후에 알렌이 1913년 이 종을 아메리카사탕수수쥐속(Zygodontomys)으로 재분류하고 Zygodontomys obtusirostris라 명명했지만, 긴꼬리가 비정형적이라고 인정했다. 1944년 허쉬코비츠(Philip Hershkovitz)가 당시 이해했던대로 남아메리카물쥐속(Nectomys) 개정판을 출판하면서 현재의 알파로쌀물쥐(Sigmodontomys alfari)와 비교하여 각주에 톰스쌀쥐(Oryzomys albigularis)의 이명으로 이해했다. 이 목록에는 키스쌀쥐(keaysi)와 옵투시로로스트리스(obtusirostris) 모두 포함되어 있으며 그 이후로 두 종은 서로 초기에 이명 또는 아종으로 톰스쌀쥐(O. albigularis)와 연관되어 있다. 그러나 1990년대에는 키스쌀쥐가 톰스쌀쥐와 날쌘쌀쥐(O. levipes) 두 종에 대한 차별성이 인정되어, 결과적으로 키스쌀쥐가 별도의 종으로 분류되었고 O. obtusirostris는 현재 이명의 하나가 되었다. 그리고 2006년 톰스쌀쥐와 관련 종들이 새로운 톰스쌀쥐속(Nephelomys)으로 옮겨지고 이와같은 배열이 그대로 유지되었지만 학명은 현재와 같이 Nephelomys keaysi가 되었다.